# Episodi de Die Camper (prima stagione)
La prima stagione della serie televisiva Die Camper è stata trasmessa in anteprima in Germania da RTL Television tra il 21 febbraio 1997 e il 23 maggio 1997.
| nº | Titolo originale      | Titolo italiano | Prima TV Germania | Prima TV Italia |
| -- | --------------------- | --------------- | ----------------- | --------------- |
| 1  | Der Grillabend        | inedito         | 21 febbraio 1997  | inedito         |
| 2  | Der Hausfreund        | inedito         | 28 febbraio 1997  | inedito         |
| 3  | Schrei in der Wildnis | inedito         | 7 marzo 1997      | inedito         |
| 4  | Der Heiratsantrag     | inedito         | 14 marzo 1997     | inedito         |
| 5  | Der Einbruch          | inedito         | 21 marzo 1997     | inedito         |
| 6  | Das große Geschäft    | inedito         | 4 aprile 1997     | inedito         |
| 7  | Die Schatzsuche       | inedito         | 11 aprile 1997    | inedito         |
| 8  | Der Jahrestag         | inedito         | 18 aprile 1997    | inedito         |
| 9  | Der Schulfreund       | inedito         | 25 aprile 1997    | inedito         |
| 10 | Die Alten             | inedito         | 2 maggio 1997     | inedito         |
| 11 | Luzifer 3000          | inedito         | 9 maggio 1997     | inedito         |
| 12 | Der Wandertag         | inedito         | 16 maggio 1997    | inedito         |
| 13 | Das Schloss           | inedito         | 23 maggio 1997    | inedito         |